# Třída (biologie)
Třída (latinsky classis) je základní taxonomická kategorie hierarchické klasifikace organismů, vyšší než řád a nižší než kmen.
Třída sdružuje příbuzné řády, např.:
- třídu hmyzu tvoří řada řádů, jako jsou brouci, motýli, rovnokřídlí a další.

## Latinské koncovky
- živočichové – různé (Aves ptáci, Mammalia savci)
- rostliny -opsida (Liliopsida jednoděložné)
- houby -mycetes (Ascomycetes vřeckovýtrusé)
- řasy -phyceae (Chlorophyceae zelenivky)

## Podrobnější taxonomické kategorie
- nadtřída (Superclassis)
- třída (Classis)
- podtřída (Subclassis)
- infratřída (Infraclassis)